# Несжимаемая жидкость
Несжимаемая жидкость — математическая модель сплошной среды, плотность которой сохраняется при изменении давления.
Дивергенция вектора скорости в такой модели равна нулю, поэтому поле скорости описывается соленоидальным векторным полем.

## Свойства и ограничения модели
Скорость звука в несжимаемой жидкости бесконечна, то есть любое возмущение немедленно передаётся по всему потоку. Поскольку в реальных жидкостях и газах скорость звука не бесконечна, модель несжимаемой жидкости применима лишь в случаях, когда скорость частиц среды мала в сравнении со скоростью звука (малом числе Маха). В случае неустановившегося движения, для применения модели необходимо также, чтобы время распространения возмущения на расстояние, соответствующее характерному линейному размеру, было бы малым по сравнению со временем существенного изменения движения среды.
На практике модель несжимаемой жидкости применима ко многим задачам, в том числе:
- описанию движения кораблей по воде;
- полёту самолёта со скоростями, существенно меньшими скорости звука (для современных реактивных самолётов предположение выполняется лишь при взлёте и посадке).

Возможность использования модели несжимаемой жидкости сильно упрощает решение соответствующих задач.

## Уравнения
Течение идеальной жидкости (несжимаемой, невязкой, нетеплопроводной) описывается уравнением неразрывности и уравнением Эйлера.
В случае вязкой несжимаемой жидкости решение задач упрощается, если можно предположить:
- постоянство температуры
- независимость коэффициента переноса от температуры.

Эти предположения позволяют вначале совместно решить уравнение неразрывности и уравнение движения сплошной среды (или уравнения Навье — Стокса в частном случае линейной вязкости), а затем, если температура не постоянна, используя найденные распределения скоростей и давлений, решить уравнение притока тепла для определения поля температуры.